# We Die Young (film)
We Die Young é un film statunitense del 2019 diretto da Lion Geller.

## Trama
Un ragazzo quattordicenne Lucas che si é infiltrato in una gang, vuole impedire che suo fratello di 10 anni faccia la stessa cosa, fino a quando non arriva Daniel un ex veterano della guerra in Afghanistan ad impedire che questo accada.